# Mistrzostwa Polski w Badmintonie 1973
10. Mistrzostwa Polski w badmintonie odbyły się w dniach 1-2 grudnia 1973 roku w Gorzowie Wielkopolskim.

## Klasyfikacja medalowa
| Konkurencja:            | Złoto:                                                      | Srebro:                                                  | Brąz: |
| gra pojedyncza kobiet   | Irena Karolczak (Wrocław)                                   | Helena Radaczyńska (Wrocław)                             | Maria Muszak (Kraków) Maria Domańska (Kraków)                                                                     |
| gra pojedyncza mężczyzn | Andrzej Domagała (Wrocław)                                  | Ryszard Borek (Opole)                                    | Stanisław Rosko (Opole) Sławomir Włoszczyński (Wrocław)                                                           |
| gra podwójna kobiet     |                                                             |                                                          | |
| gra podwójna mężczyzn   | Wiesław Danielski (Wrocław) Zygmunt Skrzypczyński (Wrocław) | Ryszard Borek (Opole) Stanisław Rosko (Opole)            | Włodzimierz Błażyński (Łódź) Jerzy Przybylski (Poznań) Stanisław Czyszczoń (Kraków) Wojciech Starkowski (Olsztyn) |
| gra mieszana            | Sławomir Włoszczyński (Wrocław) Irena Karolczak (Wrocław)   | Leszek Nowakowski (Warszawa]) Hana Snochowska (Warszawa) | Stanisław Czyszczoń (Kraków) Maria Muszak (Kraków) Paweł Marks (Łódź) Mariola Klonowska (Łódź)                    |